# Tamara Shakryl
Tamara Shakryl (1925 ou 1926 - 12 de Novembro de 2004) foi uma lingüista, professora e defensora dos direitos humanos abecásia.
Shakryl foi membro sênior do Instituto para o Estudo dos Humanitarismos na Academia Abecásia de Ciências. Ela foi uma forte defensora da independência da Abecásia e havia criticado duramente os governos e organizações internacionais que ainda reconheciam a Abecásia como uma província da Geórgia.
Ela também foi grande partidária do candidato presidencial da oposição Sergei Bagapsh. Acusado por compatriotas de ser pró-Geórgia, Bagapsh, vencedor das eleições presidencias, foi impedido de assumir o governo, sendo este assumido pelo seu rival, Raul Khadjimba. Logo após, Khadjimba foi substituído por Nodar Khashba, em uma tentativa do presidente Vladislav Ardzinba (mentor de Khadjimba) de evitar maiores problemas. Em 12 de Novembro de 2004, Shakryl esteve no meio de uma multidão de defensores de Bagapsh, que provocou um tumulto no prédio do parlamento da Abecásia, na capital Sucumi, logo após o término das eleições. Instaurado o tumulto, Khashba logo abandona o cargo. Dados acerca da morte de Shakryl variam: alguns disseram que policiais haviam atirado para o alto e que ela foi atingida por um ricochete, enquanto outros disseram que ela havia sido morta por defensores de Raul Khadjimba, em uma tentativa de retomar o parlamento. De qualquer forma, ela foi alvejada e morreu no hospital no dia seguinte, aos 78 anos.
A morte de Shakryl causou uma revolta e assinalou um significante marco na crise política. Depois de sua morte, Bagapsh mudou táticas, estimulando seus defensores a abandonar o prédio do parlamento, mas permanecendo pelo lado de fora do prédio, em uma tática similar à que usaram com êxito na Revolução Laranja, na Ucrânia, várias semanas mais tarde. Os defensores de Bagapsh então detiveram dois guardas da presidência após a morte de Shakryl e os levaram à promotoria pública. Forças de segurança leais ao presidente de partida, Vladislav Ardzinba, lançaram, logo após, um ataque repentino ao escritório de promotoria pública e libertaram os dois guardas. Entretanto, esta foi apenas uma tensão exacerbada, que resultou na decisão de 2000 oficias da polícia em rejeitar ordens do governo seguintes. De qualquer forma, como resultado desta crise, Khadjimba desistiu do cargo várias semanas mais tarde, aceitando concorrer como deputado pela chapa de Bagapsh, em uma nova eleição.